# Holmes Beach
Holmes Beach est une ville américaine située dans le comté de Manatee en Floride.
La ville doit son nom à John E. Holmas Sr., qui fonda la ville après la Première Guerre mondiale pour en faire un lieu de villégiature pour retraités.
Elle est occupe la partie centrale de l'Île Anna Maria.

## Démographie
| 1950 | 1960  | 1970  | 1980  | 1990  | 2000  |
| ---- | ----- | ----- | ----- | ----- | ----- |
| 137  | 1 143 | 2 699 | 4 018 | 4 810 | 4 966 |

| 2010  | - | - | - | - | - |
| ----- | - | - | - | - | - |
| 3 836 | - | - | - | - | - |

Selon le recensement de 2010, Holmes Beach compte 3 836 habitants. La municipalité s'étend sur 1,91 milles carrés (4,95 km2), dont 1,67 milles carrés (4,33 km2) de terres.